# Hesperoxiphion
Hesperoxiphion é um género botânico pertencente à família Iridaceae.